# Zamarada amymone
Zamarada amymone là một loài bướm đêm trong họ Geometridae.